# Grammy Award for Best Latin Jazz Album
Der Grammy Award for Best Latin Jazz Album (deutsch Grammy Award für das beste Latin-Jazz-Album) ist ein Musikpreis, der seit 1995 jährlich bei den Grammy Awards verliehen wird. Mit ihm werden wichtige Werke des Latin Jazz ausgezeichnet. Er wird nur an Künstler vergeben, welche in ihrem Album über 51 % neu für dieses Album aufgenommen haben. Von 1995 bis 2001 hieß der Preis Grammy Award for Best Latin Jazz Performance, bevor der Name dann in Grammy Award for Best Latin Jazz Album geändert wurde.

## Geschichte und Hintergründe
Die Grammy Awards (eigentlich Grammophone Awards), welche das erste Mal 1959 vergeben wurden, werden jährlich in der National Academy of Recording Arts and Sciences in den Vereinigten Staaten für außerordentliche Leistungen, technische Kompetenz und herausragender Gesamtleistung vergeben. Chartplatzierungen oder Gesamtverkäufe der jeweiligen Alben werden dabei ignoriert.
Der erste Preisträger war Arturo Sandoval, welcher den Preis 1995 für sein Album Danzón (Dance On) verliehen bekam.
Bei den Grammy Awards 2012 wurde der Preis nicht vergeben, da er gemeinsam mit dem Grammy Award for Best Instrumental Jazz Album, Individual or Group und dem Grammy Award for Best Contemporary Jazz Album dem Grammy Award for Best Jazz Instrumental Album zugeschlagen wurde. Für die 55. Grammy Awards ist er allerdings wieder vorgesehen.

## Statistik
Die Auszeichnung wurde bisher zehnmal an kubanische und achtmal an US-amerikanische Künstler verliehen, außerdem einmal an einen brasilianischen Künstler und einmal an Künstler aus der Dominikanischen Republik. Der Künstler mit den meisten dieser Preise ist Chucho Valdés, welcher ihn dreimal verliehen bekam. Charlie Haden, Paquito D’Rivera und Arturo Sandoval konnten die Auszeichnung jeweils zweimal gewinnen.

## Preisträger
| Jahr                   | Künstler/Band                                                                                       | Nationalität                    | Werk                                | Weitere Nominierte | Bild des Prämierten |
| ---------------------- | --------------------------------------------------------------------------------------------------- | ------------------------------- | ----------------------------------- | --- | --- |
| 1995 1. März 1995      | Arturo Sandoval                                                                                     | Kuba                            | Danzón (Dance On)                   | - Ray Barretto and New World Spirit – Taboo - Mario Bauzá and the Afro-Cuban Jazz Orchestra – 944 Columbus - Jerry Gonzalez and the Fort Apache Band – Crossroads - Eddie Palmieri – Palmas | Arturo Sandoval |
| 1996 28. Februar 1996  | Antônio Carlos Jobim                                                                                | Brasilien                       | Antonio Brasileiro                  | - Jerry Gonzalez und die Fort Apache Band – Pensativo - Chico O’Farrill and His Afro-Cuban Jazz Orchestra – Pure Emotion - Eddie Palmieri – Arete - Patato and Changuito y Orestes – Ritmo y Candela: Rhythm at the Crossroads | |
| 1997 26. Februar 1997  | Paquito D’Rivera                                                                                    | Kuba                            | Portraits of Cuba                   | - Ray Barretto – My Summertime - Steve Berrios and Son Bacheche – And Then Some! - Terence Blanchard und Ivan Lins – The Heart Speaks - Don Grolnick – Medianoche | Paquito D’Rivera |
| 1998 25. Februar 1998  | Roy Hargrove’s Crisol                                                                               | Vereinigte Staaten              | Habana                              | - Conrad Herwig – The Latin Side of John Coltrane - Giovanni Hidalgo – Hands of Rhythm - Banda Mantiqueira – Aldeia - Patato Valdés – Ritmo y Candela II: African Crossroads | Roy Hargrove |
| 1999 24. Februar 1999  | Arturo Sandoval                                                                                     | Kuba                            | Hot House                           | - Ray Barretto and New World Spirit – Contact - Paquito D’Rivera and the United Nation Orchestra – Paquito D’Rivera and the United Nation Orchestra - Danilo Pérez – Central Avenue - David Sánchez – Obsession - Chucho Valdés – Bele Bele en la Habana                                                                                              | Arturo Sandoval |
| 2000 23. Februar 2000  | Poncho Sanchez                                                                                      | Vereinigte Staaten              | Latin Soul                          | - Al McKibbon – Tumbao para los congueros di mi vida - Bobby Rodríguez – Latin Jazz Explosion - Gonzalo Rubalcaba and Cuban Quartet – Antiguo - Chucho Valdés – Briyumba Palo Congo – Religion of the Congo | |
| 2001 21. Februar 2001  | Chucho Valdés                                                                                       | Kuba                            | Live at the Village Vanguard        | - Bobby Sanabria Big Band – Afro-Cuban Dream … live & in clave - Gary Burton – Libertango: The Music of Ástor Piazzolla - Danilo Pérez – Motherland - David Sánchez – Melaza | Chucho Valdés im Jahr 2007 |
| 2002 27. Februar 2002  | Charlie Haden                                                                                       | Vereinigte Staaten              | Nocturne                            | - Los Hombres Calientes (Irvin Mayfield und Bill Summers) – Vol. 3: New Congo Square - Gonzalo Rubalcaba Trio – Supernova - David Sánchez – Travesía - Verschiedene Interpreten – Calle 54 (Soundtrack) | Charlie Haden am 7. September 2007 in Brüssel |
| 2003 27. Februar 2003  | Dave Samuels und das Caribbean Jazz Project                                                         | Vereinigte Staaten              | The Gathering                       | - Jane Bunnett – Alma de Santiago - Duduka da Fonseca – Samba Jazz Fantasia - John Santos and the Machete Ensemble – S. F. Bay - Omar Sosa – Sentir | |
| 2004 4. Februar 2004   | Michel Camilo, Charles Flores und Horacio „El Negro“ Hernández                                      | Kuba/ Dominikanische Republik   | Live at the Blue Note               | - Jane Bunnett – Cuban Odyssey - Caribbean Jazz Project – Birds of a Feather - Mark Levine and the Latin Tinge – Isla - Chucho Valdés – New Conceptions | Michel Camilo |
| 2005 13. Februar 2005  | Charlie Haden                                                                                       | Vereinigte Staaten              | Land of the Sun                     | - Raphael Cruz – Bebop Timba - Jerry Gonzalez y los Piratas del Flamenco – Jerry Gonzalez y los Piratas del Flamenco - Conrad Herwig Nonet – Another Kind of Blue: The Latin Side of Miles Davis - Diego Urcola – Soundances | Charlie Haden in Italien beim Pescara Jazz Festival 1990 |
| 2006 8. Februar 2006   | Eddie Palmieri                                                                                      | Vereinigte Staaten              | Listen Here!                        | - Ray Barretto – Time Was – Time Is - Caribbean Jazz Project featuring Dave Samuels – Here and Now – Live in Concert - Sammy Figueroa and His Latin Jazz Explosion – … And Sammy Walked In - Omar Sosa – Mulatos | |
| 2007 11. Februar 2007  | Brian Lynch                                                                                         | Vereinigte Staaten              | Simpático                           | - Ignacio Berroa – Codes - Edsel Gómez – Cubist Music - Dafnis Prieto – Absolute Quintet - Diego Urcola, Edward Simon, Avishai Cohen, Antonio Sánchez und Pernell Saturnino – Viva | |
| 2008 10. Februar 2008  | Paquito D’Rivera Quintet                                                                            | Kuba                            | Funk Tango                          | - Bobby Sanabria Big Band – Big Band Urban Folktales - Sammy Figueroa and His Latin Jazz Explosion – The Magician - Steve Khan – Borrowed Time - Hector Martignon – Refugee | |
| 2009 8. Februar 2009   | Arturo O’Farrill and the Afro-Latin Jazz Orchestra                                                  | Kuba                            | Song for Chico                      | - Caribbean Jazz Project – Afro Bop Alliance - Conrad Herwig and the Latin Side Band – The Latin Side of Wayne Shorter - Néstor Torres – Nouveau Latino - Papo Vázquez and the Mighty Pirates – Marooned/Aislado | |
| 2010 31. Januar 2010   | Bebo Valdés und Chucho Valdés                                                                       | Kuba                            | Juntos para siempre                 | - Chembo Corniel – Things I Wanted to Do - Geoffrey Keezer – Áurea - Claudio Roditi – Brazilliance X 4 - Miguel Zenón – Esta plena | Bebo Valdés im Jahr 2008 |
| 2011 13. Februar 2011  | Chucho Valdés and the Afro-Cuban Messengers                                                         | Kuba                            | Chucho’s Steps                      | - Pablo Aslan – Tango Grill - Hector Martignon – Second Chance - Poncho Sanchez – Psychedelic Blues - Wayne Wallace Latin Jazz Quintet – ¡Bien bien! | Chucho Valdés, 2009 |
| 2012 15. November 2012 | Arturo Sandoval                                                                                     | Kuba                            | Dear Diz (Every Day I Think of You) | - Chuchito Valdes – Live in Chicago - Poncho Sanchez und Terence Blanchard – Chano y Dizzy! - Tânia Maria – Tempo - Jerry González y El Comando de la Clave | Arturo Sandoval |
| 2013 10. Februar 2013  | The Clare Fischer Latin Jazz Big Band                                                               | Vereinigte Staaten              | ¡Ritmo!                             | - Chano Domínguez – Flamenco Sketches - Bobby Sanabria Big Band – Multiverse - Luciana Souza – Duos III - Manuel Valera – New Cuban Express | |
| 2014 26. Januar 2014   | Paquito D’Rivera und das Trio Corrente                                                              | Kuba Brasilien                  | Song for Maura                      | - Buika – La noche más larga - Roberto Fonseca – Yo - Omar Sosa – Eggūn - Wayne Wallace Latin Jazz Quintet – Latin Jazz – Jazz Latin | Paquito D’Rivera, 2011 |
| 2015 8. Februar 2015   | Arturo O’Farrill and the Afro-Latin Jazz Orchestra                                                  | Kuba                            | The Offense of the Drum             | - Conrad Herwig featuring Joe Lovano – The Latin Side of Joe Henderson - Pedrito Martinez Group – The Pedrito Martinez Group - Emilio Solly y la Inestable de Brooklyn – Second Half - Yosvany Terry – New Throned King | |
| 2016 15. Februar 2016  | Eliane Elias                                                                                        | Brasilien                       | Made in Brazil                      | - Rodriguez Brothers – Impromptu - Gonzalo Rubalcaba – Suite Caminos - Wayne Wallace Latin Jazz Quintet – Intercambio - Miguel Zenón – Identities Are Changeable | |
| 2017 13. Februar 2017  | Chucho Valdés                                                                                       | Kuba                            | Tribute to Irakere: Live in Marciac | - Andy González Entre colegas - Brian Lynch und verschiedene Interpreten Madera Latino: A Latin Jazz Perspective on the Music of Woody Shaw - Michael Spiro, Wayne Wallace und La Orquesta Sinfonietta Canto América - Trio da Paz 30 | Chucho Valdés 2014 |
| 2018 28. Januar 2018   | Pablo Ziegler Trio                                                                                  | Argentinien                     | Jazz Tango                          | - Antonio Adolfo – Hybrido – From Rio to Wayne Shorter - Jane Bunnett und Maqueque – Oddara - Anat Cohen und Marcello Goncalves – Outra Coisa – The Music of Moacir Santos - Miguel Zenón – Típico | |
| 2019 10. Februar 2019  | Dafnis Prieto Big Band                                                                              | Vereinigte Staaten              | Back to the Sunset                  | - Eddie Daniels – Heart of Brazil - Bobby Sanabria Multiverse Big Band – West Side Story Reimagined - Elio Villafranca – Cinque - Miguel Zenón featuring Spektral Quartet – Yo soy la tradición | |
| 2020 26. Januar 2020   | Chick Corea and the Spanish Heart Band                                                              | Vereinigte Staaten              | Antidote                            | - Thalma de Freitas with Vitor Gonçalves, John Patitucci, Chico Pinheiro, Rogerio Boccato & Duduka da Fonseca – ¡Sorte! Music by John Finbury - Jazz at Lincoln Center Orchestra with Wynton Marsalis & Rubén Blades – Una noche con Rubén Blades - David Sánchez – Carib - Miguel Zenón – Sonero: The Music of Ismael Rivera                         | |
| 2021 14. März 2021     | Arturo O’Farrill & the Afro Latin Jazz Orchestra                                                    | Vereinigte Staaten              | Four Questions                      | - Afro-Peruvian Jazz Orchestra – Tradiciones - Chico Pinheiro – City of Dreams - Gonzalo Rubalcaba & Aymée Nuviola – Viento Y Tiempo - Live at Blue Note Tokyo - Poncho Sanchez – Trane’s Delight | Arturo O’Farrill (2018) |
| 2022 3. April 2022     | Eliane Elias (mit Chick Corea und Chucho Valdés)                                                    | Vereinigte Staaten              | Mirror Mirror                       | - Carlos Henriquez: The South Bronx Story - Arturo O’Farrill & the Afro Latin Jazz Orchestra: Virtual Birdland - Dafnis Prieto Sextet: Transparency - Miguel Zenón & Luis Perdomo: El Arte del Bolero | Bild gesucht Der Benutzer Bernd Winnig ( Diskussion ) wünscht sich an dieser Stelle ein Bild. Motiv: Eliane Elias Falls du dabei helfen möchtest, erklärt die Anleitung , wie das geht. |
| 2023 5. Februar 2023   | Arturo O’Farrill & The Afro Latin Jazz Orchestra Featuring The Congra Patria Son Jarocho Collective | Vereinigte Staaten              | Fandango at the Wall in New York    | - Arturo O’Farrill & The Afro Latin Jazz Orchestra Featuring The Congra Patria Son Jarocho Collective: Fandango at the Wall in New York - Danilo Pérez Featuring The Global Messengers: Crisálida - Flora Purim: If You Will - Arturo Sandoval: Rhythm & Soul - Miguel Zenón: Música De Las Américas                                                  | Arturo O’Farrill (2018) |
| 2024 4. Februar 2024   | Miguel Zenón & Luis Perdomo                                                                         | Puerto Rico/ Vereinigte Staaten | El arte del Bolero vol. 2           | - Eliane Elias: Quietude - Ivan Lins mit dem Tblisi Symphony Orchestra: My Heart Speaks - Bobby Sanabria Multiverse Big Band: Vox humana - Luciana Souza und dem Trio Corrente: Cometa | Miguel Zenon (2009) |
| 2025 2. Februar 2025   | Zaccai Curtis                                                                                       | Vereinigte Staaten              | Cubop Lives!                        | - Michel Camilo & Tomatito: Spain Forever Again - Hamilton de Holanda & Gonzalo Rubalcaba: Collab - Eliane Elias: Time and Again - Horacio ‚El Negro‘ Hernández, John Beasley & José Gola: El Trio: Live in Italy - Chucho Valdés & Royal Quartet: Cuba and Beyond - Donald Vega featuring Lewis Nash, John Patitucci & Luisito Quintero: As I Travel | Zaccai Curtis (2014) |

## Belege
1. ↑  52nd OEP Category Description Guide. (PDF; 85 kB) Archiviert vom Original (nicht mehr online verfügbar) am 27. Oktober 2009; abgerufen am 21. Juni 2012 (englisch).
2. ↑  Grammy Awards at a Glance. Los Angeles Times, abgerufen am 21. Juni 2012 (englisch).
3. ↑  Overview. Grammy.org, archiviert vom Original (nicht mehr online verfügbar) am 19. August 2012; abgerufen am 21. Juni 2012 (englisch).  Info: Der Archivlink wurde automatisch eingesetzt und noch nicht geprüft. Bitte prüfe Original- und Archivlink gemäß Anleitung und entferne dann diesen Hinweis.
4. ↑  WMC NEWS DEPT.: Grammy Awards Reinstate Best Latin Jazz Album Category. worldmusiccentral.org, 8. Juni 2012, abgerufen am 21. Juni 2012 (englisch).
5. ↑  Mesfin Fekadu: Grammys add changes to jazz, Latin, R&B fields. salon.com, 8. Juni 2012, archiviert vom Original (nicht mehr online verfügbar) am 9. Juni 2012; abgerufen am 21. Juni 2012 (englisch).  Info: Der Archivlink wurde automatisch eingesetzt und noch nicht geprüft. Bitte prüfe Original- und Archivlink gemäß Anleitung und entferne dann diesen Hinweis.
6. ↑  Dan Auerbach, Fun., Jay-Z, Mumford & Sons, Frank Ocean, Kanye West Lead 55th GRAMMY Nominations, Pressemitteilung der Recording Academy, 5. Dezember 2012.
7. ↑  55th Annual GRAMMY Awards Nominees. Auf: grammy.com, abgerufen am 6. Dezember 2012 (englisch).